# Mérida (Gerichtsbezirk)
Der Gerichtsbezirk Mérida ist einer der 14 Gerichtsbezirke in der Provinz Badajoz.
Der Bezirk umfasst 16 Gemeinden auf einer Fläche von 1.671,49 km² mit dem Hauptquartier in Mérida.

## Gemeinden
| Gemeinde              | Einwohner (2024) | Fläche km² | Dichte Einw./km² | Cod INE | Postleitzahl |
| --------------------- | ---------------- | ---------- | ---------------- | ------- | ------------ |
| Alange                | 1.808            | 160,29     | 11               | 06004   | 06840        |
| Aljucén               | 255              | 19,07      | 13               | 06009   | 06894        |
| Calamonte             | 6.120            | 7,85       | 780              | 06025   | 06810        |
| Carmonita             | 520              | 38,89      | 13               | 06031   | 06488        |
| El Carrascalejo       | 77               | 12,77      | 6                | 06032   | 06894        |
| Don Álvaro            | 815              | 32,07      | 25               | 06043   | 06820        |
| Esparragalejo         | 1.494            | 16,78      | 89               | 06046   | 06860        |
| La Zarza              | 3.345            | 63,19      | 53               | 06162   | 06830        |
| Mérida                | 59.857           | 865,61     | 69               | 06083   | 06800        |
| Mirandilla            | 1.246            | 41,59      | 30               | 06084   | 06891        |
| Oliva de Mérida       | 1.679            | 254,51     | 7                | 06094   | 06475        |
| San Pedro de Mérida   | 861              | 22,73      | 38               | 06119   | 06893        |
| Torremejía            | 2.222            | 23,40      | 95               | 06133   | 06210        |
| Trujillanos           | 1.382            | 20,27      | 68               | 06135   | 06892        |
| Valverde de Mérida    | 1.010            | 51,65      | 20               | 06145   | 06890        |
| Villagonzalo          | 1.223            | 40,82      | 30               | 06151   | 06473        |
| Gerichtsbezirk Mérida | 83.914           | 1.671,49   | 50               | –       | –            |